# Samniterkrigen
Samniterkrigen var tre krig mellan den romerska republiken och de italiska stammarna i Samnium. Första, Andra och Tredje samnitiska kriget sträckte sig över ett halvt sekel, med nästan alla stater i Italien involverade och slutade i romersk dominans. Samniterna, som höll Apenninerna sydost om Latium, var en av det tidiga Roms starkaste konkurrenter. 
- Första samniterkriget 343 - 341 f.Kr.
- Andra samniterkriget 326 - 321 f.Kr. och 316 - 304 f.Kr.
- Tredje samniterkriget 298 - 290 f.Kr.

## Första samniterkriget
Den enda samtida källan var den romerske historieskrivaren Titus Livius. Enligt honom började inte kriget med någon konflikt mellan Rom och samniterna. Den tändande gnistan ska istället ha varit en oprovocerad attack från samniterna mot sidicinerna som höll till norr om Kampanien. Sidicinerna sökte hjälp i Kampanien. I de följande striderna besegrades även Kampanien som i sin tur sökte hjälp hos Rom.
Beskrivningen är omtvistad bland moderna historiker, men det verkar stå klart att konflikten från början inte gällde Rom och samniterna.

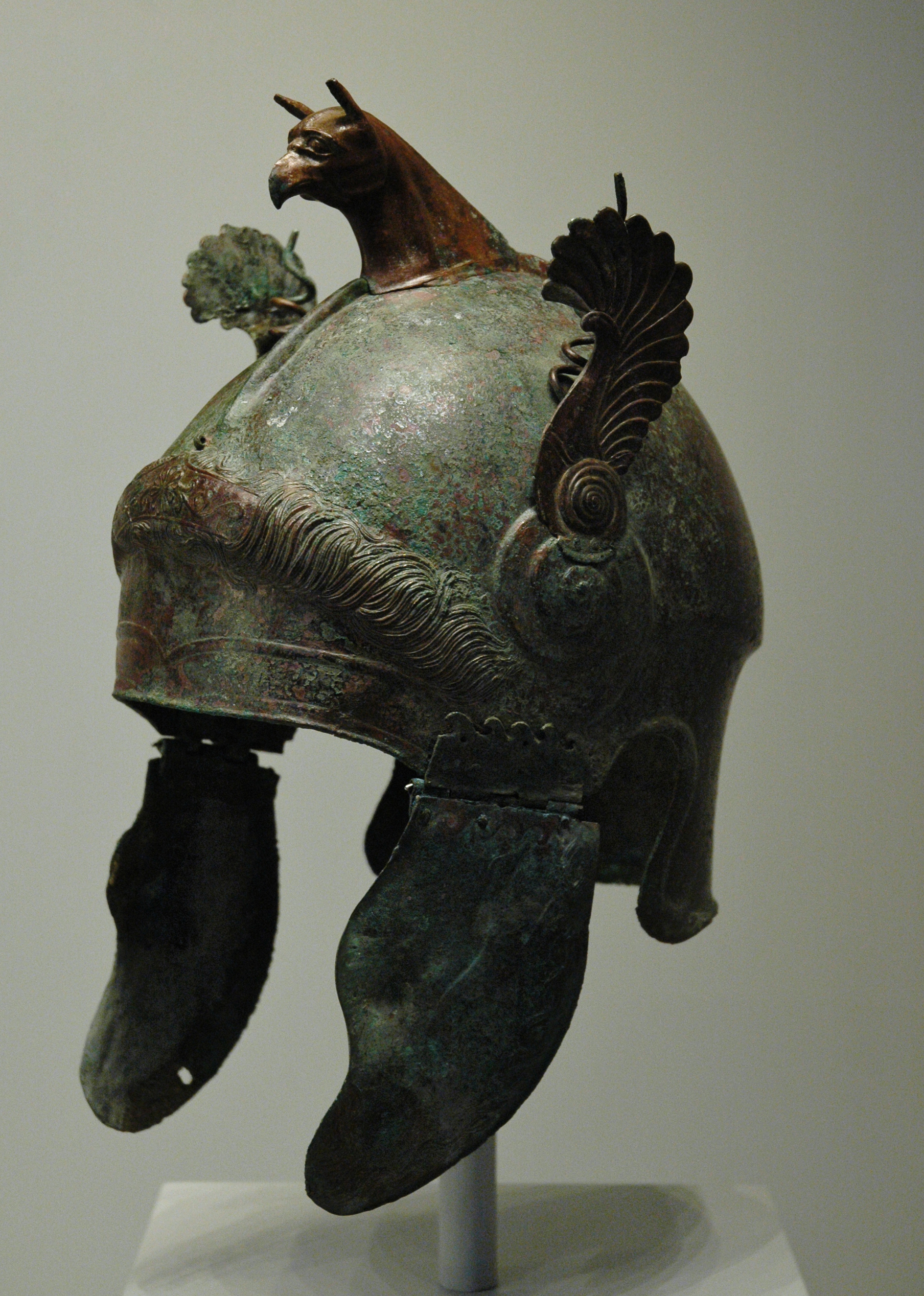
En ceremoniell hjälm funnen i en samnitisk grav, från cirka 300 f. Kr.

## Andra samniterkriget
Det andra samniterkriget kallas också det stora samniterkriget och pågick i över tjugo år. Allra först var romarna framgångsrika och samniterna förhandlade om fred år 321 f. Kr. Villkoren var emellertid mycket hårda, så kriget fortsatte och nu med flera allvarliga förluster för Rom. 311 f. Kr. vände emellertid krigslyckan, fastän samniterna fått etruskerna på sin sida i kriget med Rom.

## Tredje samniterkriget
Det tredje samniterkriget var det första försöket där olika stammar förenade sig för att försöka hindra det romerska imperiets ökande utbredning. Samniterna kämpade tillsammans med etruskerna, gallerna och umbrerna.